# Dimitrije Dukić
Dimitrije M. Dukić (1905–1971) bio je sudija Vrhovnog suda kraljevine Jugoslavije a kasnije i advokat.
Rođen je 1905. u Užicu gde je otac Milan službovao kao profesor i gde je upoznao Dimitrijevu majku Anđeliju (rođ. Radulović), ćerku uglednog prote.Milan Dukić bio je beogradski profesor fizike i naučnik.Porodica je stanovala u Ivankovačkoj ulici u Beogradu.
U Beogradu Dimitrije završava klasičnu gimnaziju i studije prava.Ubrzo počinje da radi kao istražni sudija u Mladenovcu da bi nastavio da radi u nekoliko okružnih sudova.Tridesetih godina XX veka dobija status sudije Vrhovnog suda kraljevine Jugoslavije.Bio je poznat po savesnom vođenju predmeta.Po početku rata zatečen je kao kasacioni sudija u Zemunu odakle je smenjen od strane okupacionih vlasti NDH.Posle rata bio je kao intelektualac i prijatelj kralja Aleksandra proganjan od strane komunističkih vlasti.Po smirivanju situacije bavio se advokaturom.
Važio je za vrlo svestranog čoveka.Intenzivno se bavio slikarstvom koje je učio kod Bete Vukanović.Takođe je i komponovao,pisao pesme i interesovao se za nauku.Govorio je tečno nemački i mađarski jezik a služio se i engleskim i francuskim jezikom.Bavio se i jahanjem.
Venčao se Desankom Joksić, ćerkom funkcionera u vladi kraljevine Jugoslavije Milivoja Joksića. Imaju jednu ćerku Radmilu koja je bila udata za Ljubomira Tomovića.